# Otis Blue: Otis Redding Sings Soul
 (mars 2021).
La mise en forme du texte ne suit pas les recommandations de Wikipédia : il faut le « wikifier ».
Les points d'amélioration suivants sont les cas les plus fréquents. Le détail des points à revoir est peut-être précisé sur la page de discussion.
- Les titres sont pré-formatés par le logiciel. Ils ne sont ni en capitales, ni en gras.
- Le texte ne doit pas être écrit en capitales (les noms de famille non plus), ni en gras, ni en italique, ni en « petit »…
- Le gras n'est utilisé que pour surligner le titre de l'article dans l'introduction, une seule fois.
- L'italique est rarement utilisé : mots en langue étrangère, titres d'œuvres, noms de bateaux, etc.
- Les citations ne sont pas en italique mais en corps de texte normal. Elles sont entourées par des guillemets français : « et ».
- Les listes à puces sont à éviter, des paragraphes rédigés étant largement préférés. Les tableaux sont à réserver à la présentation de données structurées (résultats, etc.).
- Les appels de note de bas de page (petits chiffres en exposant, introduits par l'outil «  Source ») sont à placer entre la fin de phrase et le point final[comme ça].
- Les liens internes (vers d'autres articles de Wikipédia) sont à choisir avec parcimonie. Créez des liens vers des articles approfondissant le sujet. Les termes génériques sans rapport avec le sujet sont à éviter, ainsi que les répétitions de liens vers un même terme.
- Les liens externes sont à placer uniquement dans une section « Liens externes », à la fin de l'article. Ces liens sont à choisir avec parcimonie suivant les règles définies. Si un lien sert de source à l'article, son insertion dans le texte est à faire par les notes de bas de page.
- La présentation des références doit suivre les conventions bibliographiques. Il est recommandé d'utiliser les modèles {{Ouvrage}}, {{Chapitre}}, {{Article}}, {{Lien web}} et/ou {{Bibliographie}}. Le mode d'édition visuel peut mettre en forme automatiquement les références.
- Insérer une infobox (cadre d'informations à droite) n'est pas obligatoire pour parachever la mise en page.

Pour une aide détaillée, merci de consulter Aide:Wikification.
Si vous pensez que ces points ont été résolus, vous pouvez retirer ce bandeau et améliorer la mise en forme d'un autre article.
Albums de Otis Redding
The Great Otis Redding Sings Soul Ballads
(1965) The Soul Album
(1966)
Otis Blue: Otis Redding Sings Soul est le troisième album d'Otis Redding, sorti en 1965.

## L'album
L'album est composé de nombreuses reprises. Le chanteur y clame plus que jamais son admiration pour Sam Cooke, reprenant trois de ses compositions. Il n'y a que trois chansons écrites par Otis Redding, mais parmi celles-ci on compte I've Been Loving You Too Long et Respect, qui figurent parmi les plus grands succès de sa carrière. Il montre également son intérêt pour les groupes de la British Invasion en interprétant Satisfaction, le titre emblématique des Rolling Stones, dans une version soul. Dictionary of Soul, l'année suivante, aura droit à une reprise des Beatles.
L'histoire entre sa chanson I've Been Loving You Too Long et celle de Satisfaction des Rolling Stones est liée. La première est sortie en single en avril 1965 et le groupe The Rolling Stones la reprend moins d'un mois après en studio le même jour que l'enregistrement de leur chanson Satisfaction. Ayant appris cela, Otis décide le mois suivant de reprendre la seconde chanson lors des sessions de l'album en juillet.
Otis Blue atteint la 6e place des charts britanniques, la 1re du classement R&B et la 75e du Billboard 200. Il est souvent considéré comme l'album le plus réussi d'Otis Redding. Plusieurs des titres sont entrés dans les top 50. L'album fait partie des 1001 albums qu'il faut avoir écoutés dans sa vie, des 500 plus grands albums de tous les temps selon Rolling Stone et de très nombreuses autres listes.
Il est certifié disque d'argent depuis le 18 novembre 2004 par la British Phonographic Industry.

### Titres
| 1. | Ole Man Trouble (en)          | Otis Redding                                        | 2:55 |
| 2. | Respect                       | Otis Redding                                        | 2:05 |
| 3. | A Change Is Gonna Come        | Sam Cooke                                           | 4:17 |
| 4. | Down in the Valley (en)       | Bert Berns, Solomon Burke, Babe Chivian, Joe Martin | 3:02 |
| 5. | I've Been Loving You Too Long | Otis Redding, Jerry Butler                          | 3:10 |

| 6.  | Shake (en)                     | Sam Cooke                         | 2:35 |
| 7.  | My Girl                        | Smokey Robinson, Ronald White     | 2:52 |
| 8.  | Wonderful World                | Sam Cooke, Lou Adler, Herb Alpert | 3:00 |
| 9.  | Rock Me Baby                   | B. B. King                        | 3:20 |
| 10. | Satisfaction                   | Mick Jagger, Keith Richards       | 2:45 |
| 11. | You Don't Miss Your Water (en) | William Bell                      | 2:53 |

### Musiciens
- Otis Redding : chant
- Booker T. Jones : claviers, piano
- Isaac Hayes : claviers, piano
- Steve Cropper : guitare
- Donald Duck Dunn : basse
- Al Jackson, Jr. : batterie
- Wayne Jackson, Gene Miller : trompette
- Andrew Love : saxophone ténor
- Floyd Newman : saxophone baryton
- William Bell, Earl Sims : chœurs

## Charts
| Chart                                   | Place |
| --------------------------------------- | ----- |
| États-Unis - Billboard : Billboard 200  | 75    |
| États-Unis - Billboard : Top R&B Albums | 1     |
| Royaume-Uni - UK Album Chart            | 6     |

| Titre                                             | Chart                       | Place |
| ------------------------------------------------- | --------------------------- | ----- |
| Respect / Ole Man Trouble                         | Billboard : Hot 100         | 35    |
| Respect / Ole Man Trouble                         | Billboard : Hot R&B Singles | 4     |
| I've Been Loving You Too Long / Just One More Day | Billboard : Hot 100         | 21    |
| I've Been Loving You Too Long / Just One More Day | Billboard : Hot R&B Singles | 2     |
| Shake / You Don't Miss Your Water                 | Billboard : Hot 100         | 47    |
| Shake / You Don't Miss Your Water                 | Billboard : Hot R&B Singles | 16    |
| Shake / You Don't Miss Your Water                 | UK Singles Chart            | 28    |
| Satisfaction / Any Ole Way                        | Billboard : Hot 100         | 31    |
| Satisfaction / Any Ole Way                        | Billboard : Hot R&B Singles | 4     |
| Satisfaction / Any Ole Way                        | UK Singles Chart            | 33    |